# Fatima Spar

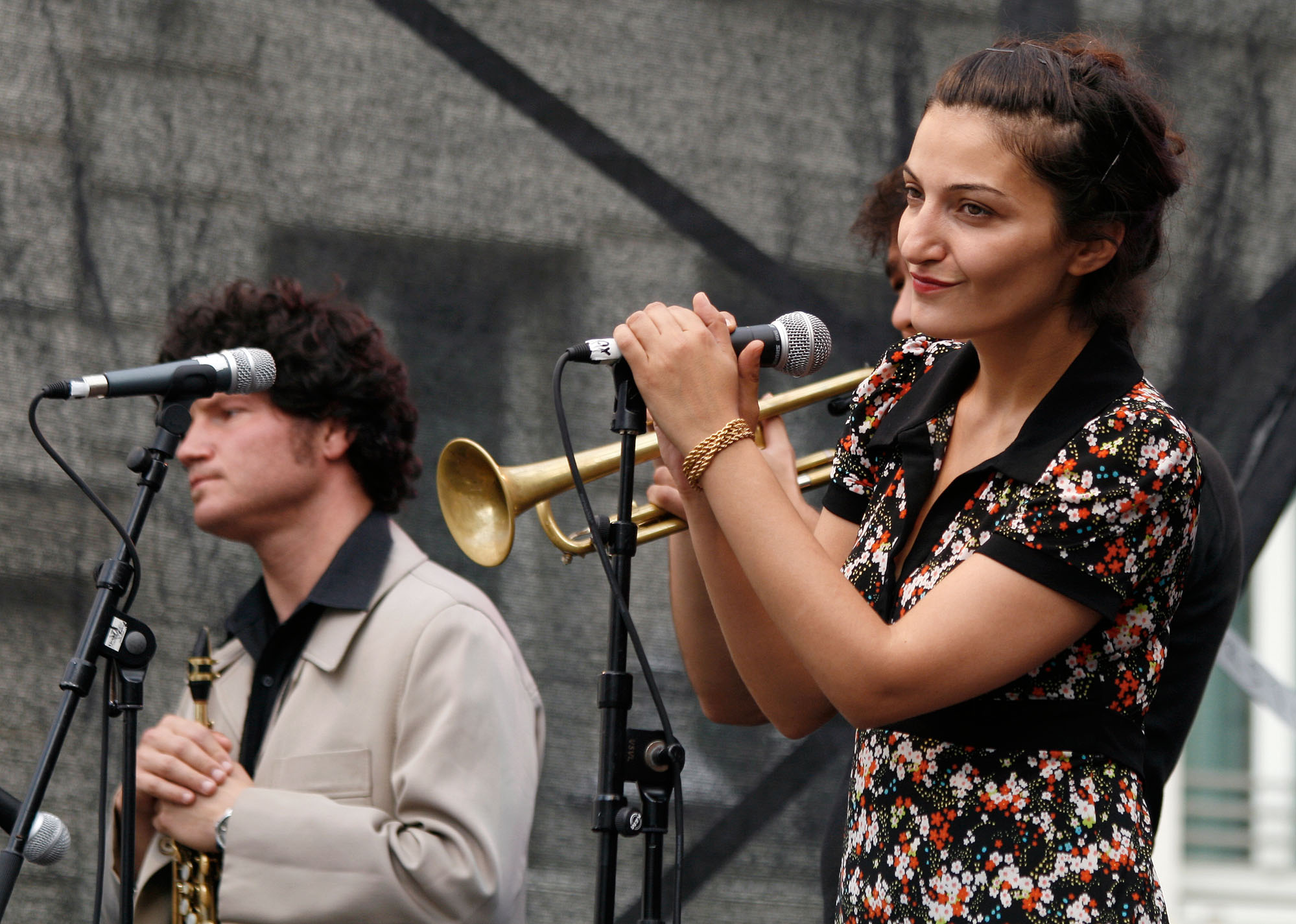
Fatima Spar und die Freedom Fries (Wien 2008)

Fatima Spar (* 1977 in Hohenems, Österreich, als Nihal Şentürk) ist eine in Wien lebende  Jazzmusikerin, die im Bereich Weltmusik tätig ist.

## Leben und Wirken

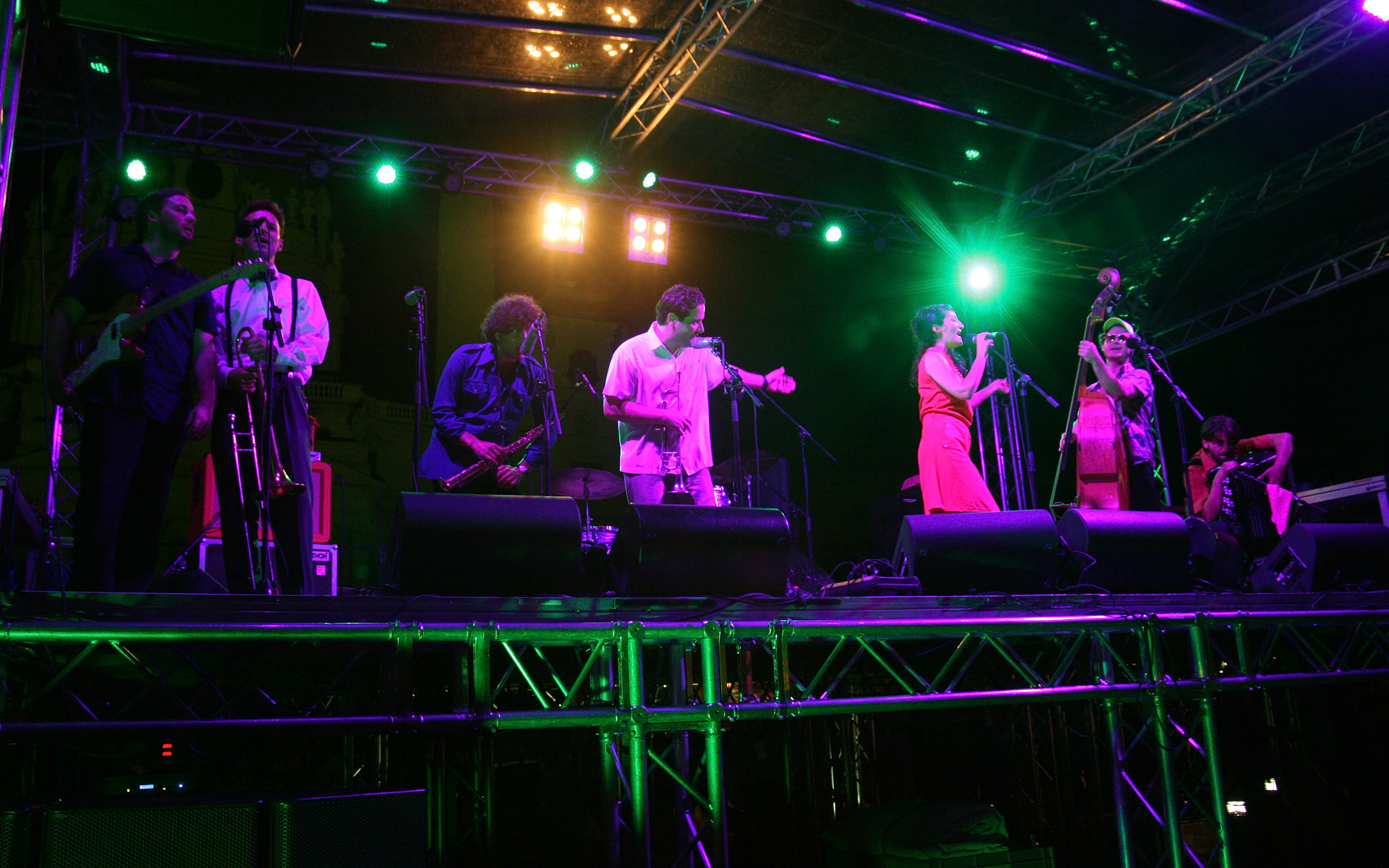
Fatima Spar und die Freedom Fries (Popfest 2012)

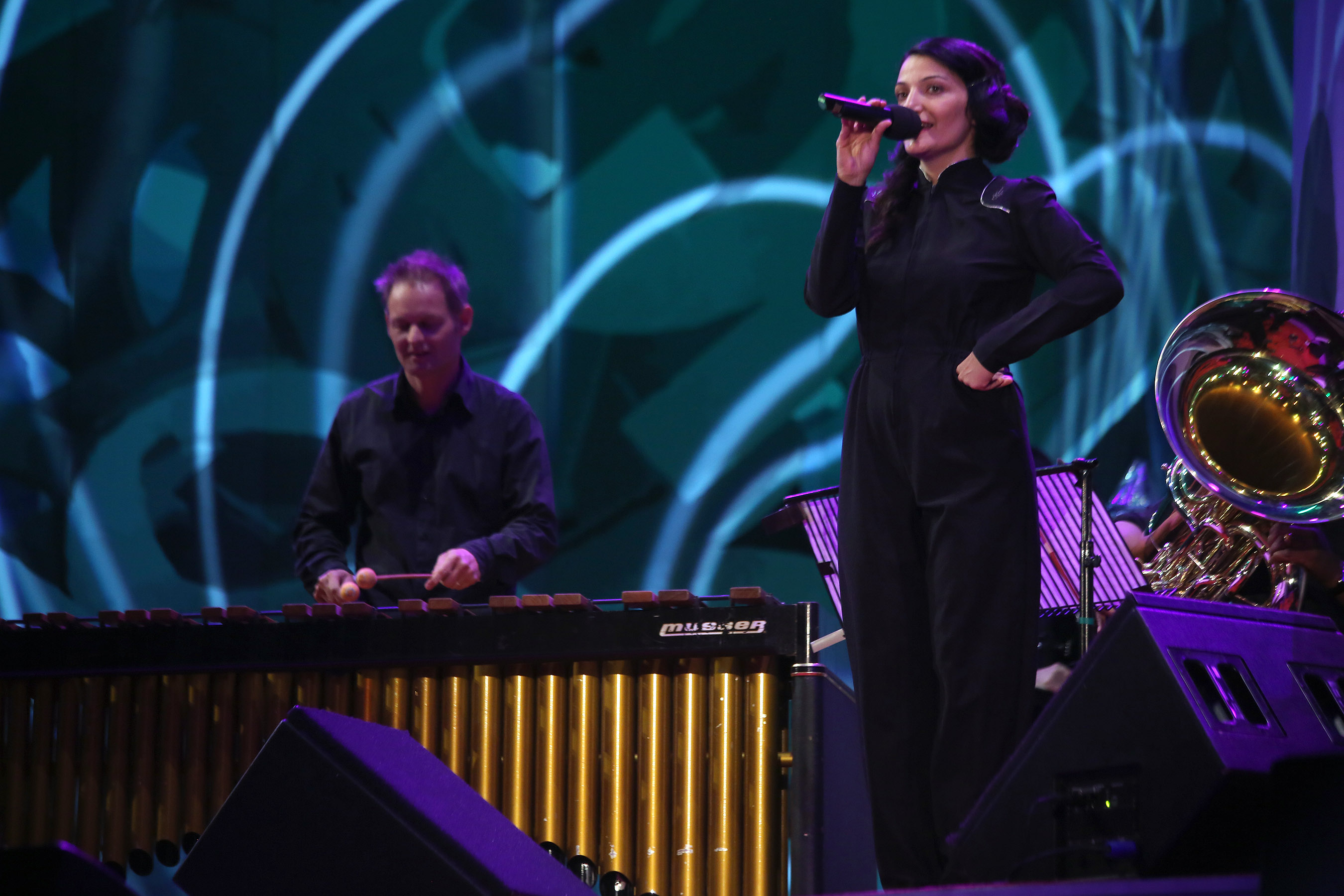
Fatima Spar (Wiener Festwochen 2013)

Spar lernte ab dem elften Lebensjahr Gitarre; seit ihrem 13. Lebensjahr beschäftigt sie sich mit Jazzgesang und besuchte mehrere Workshops. Nach der Matura begann sie in Wien ein Studium der Musik- und Theaterwissenschaften, später Mode- und Bekleidungstechnik, brach dieses jedoch ab, um sich wieder dem Jazzgesang zuzuwenden. Im Jahr 2004 gründete sie die Formation Fatima Spar und die Freedom Fries, mit der sie international in Europa auftritt und bereits im Gründungsjahr den Förderpreis des Austrian World Music Awards gewann.
Sie schreibt ihre Songs in türkischer, englischer und deutscher Sprache. Ihr Stil bewegt sich zwischen Swing, Balkan Brass, Calypso und orientalischer Musik. Spar wurde für den Amadeus Austrian Music Award nominiert. Von Mondomix wurde ihr Act Freedom Fries als „Coup de coeur“ ausgezeichnet. Ihre Gruppe war auch die erste österreichische Band, die im offiziellen Programm der WOMEX spielte. Mit der ursprünglichen Formation tourte sie durch die ganze Welt und spielte weit über 300 Konzerte.
In 2013, innerhalb weniger Monate stellten Spar und ihr langjähriger künstlerischer Partner Philipp Moosbrugger ein völlig neues Musikprogramm fertig. Dieses wurde vom Komponist/Arrangeur Philip Yaeger spannungsvoll für das Jazzorchester Vorarlberg adaptiert und bald darauf vom 16-köpfigen Ensemble in einem fast vergessenen 70er-Jahre Studio in Liechtenstein aufgenommen. „The Voice Within“ wurde am 7. Mai 2015 im Wiener Konzerthaus präsentiert. Derzeit komponiert sie in den Bereichen Jazz, Swing, Pop und Alternativ.
Die türkischstämmige Spar war Botschafterin des „Europäischen Jahres des Interkulturellen Dialogs 2008“.

## Diskographie
- ZIRZOP (2006, Geco/Hoanzl)
- TRUST (2008, Geco/Hoanzl)
- Mit dem Jazzorchester Vorarlberg: THE VOICE WITHIN (2015, Acre of Bacon Records)